# Bitwy o Beleriand
Bitwy o Beleriand (Wojna o Klejnoty) – seria kampanii wojennych ze stworzonej przez J.R.R. Tolkiena mitologii Śródziemia, rozgrywających się w czasie Pierwszej Ery. Były one toczone pomiędzy wojskami Morgotha a elfami i Edainami. Konflikt zakończył się zwycięstwem elfów i ludzi, którzy, choć pokonali Morgotha, odnieśli znaczne straty, a Beleriand został prawie całkiem zniszczony.
W konflikcie między elfami a Morgothem zostało wyróżnione pięć tzw. bitew o Beleriand:
- Pierwsza bitwa o Beleriand
- Dagor-nuin-Giliath – Bitwa pod Gwiazdami
- Dagor Aglareb – Bitwa Chwalebna
- Dagor Bragollach – Bitwa Nagłego Płomienia
- Nirnaeth Arnoediad – Bitwa Nieprzeliczonych Łez

Konflikt ostatecznie zakończyła tzw. Wojna Gniewu – interwencja armii Valarów

## Pierwsza bitwa o Beleriand
Pierwsza bitwa o Beleriand została stoczona wkrótce po powrocie Morgotha do Śródziemia, gdy spróbował pokonać Sinadarów zamieszkujących Beleriand.
Wielka armia orków wymaszerowała z Angbandu i podzieliła się na dwie grupy – jedna podążyła na zachód, druga na wschód. Miały one wziąć w kleszcze Thingola.
Na zachodzie orkowie przeszli przez Przełom Sirionu i zapuścili się w głąb Beleriandu. Pobili wojska Círdana, które musiały wycofać się do portów Brithombar i Eglarest. Orkowie oblegli obie przystanie i opanowali Falas.
Na wschodzie żołdacy Morgotha sforsowali wzgórza między Ascarem i Gelionem i pomaszerowali dalej w głąb kraju. Król Thingol, odcięty od Círdana, wezwał na pomoc Denethora, wodza Nandorów. Razem udało im się otoczyć nieprzyjaciela. Jednak w trakcie walki ciężkozbrojni orkowie zadali wielkie straty Nandorom. Sam Denethor zginął osaczony na Amon Ereb, nim nadciągnęli wojownicy Thingola. Pobici przez elfów orkowie zaczęli uciekać na północ, lecz zostali wybici przez krasnoludów z Ered Luin.
Ostatecznie bitwa zakończyła się połowicznym zwycięstwem obu stron. Siły Morgotha zajęły Beleriand Zachodni, natomiast elfowie zniszczyli wschodnią armię Władcy Ciemności.

## Dagor-nuin-Giliath
Dagor-nuin-Giliath (sin. Bitwa pod Gwiazdami) była drugą wielką bitwą o Beleriand, stoczoną w pierwszych dniach pobytu Ñoldorów w Śródziemiu, jeszcze przed pierwszym wschodem księżyca.
Fëanor wraz ze swoim ludem poszli do zatoki Drengist, a później na wschód do Jeziora Mithrim, nad którym rozłożyli obóz. Morgoth, widząc nadarzającą się okazję zniszczenia swych wrogów, wysłał ogromną armię orków, aby niespodziewanie zaatakowali elfów. Chociaż orkowie przewyższali liczebnie elfów i zaskoczyli ich w Mithrimie, sytuacja szybko się odwróciła i Ñoldorowie rozgromili wroga. Wielu orków uciekło przez góry, gdzie znów się połączyli, lecz nie stanowili już zagrożenia.
Celegorm i jego myśliwi, goniąc nieprzyjaciół przez Ard-galen, zwyciężyli ich na Moczarach Serech. Mimo tego zwycięstwa Fëanor na czele niewielu przybocznych zaatakował Angband, lecz został zabity przez Balrogów. Umierając wymógł na swych synach przysięgę, że nie spoczną, dopóki Silmarile nie wrócą do ich rąk i że będą walczyć z każdym je posiadającym. Bitwa ta na zawsze odmieniła oblicze Beleriandu, gdyż orkowie spustoszyli znaczne jego obszary.

## Dagor Aglareb
Dagor Aglareb (sind. Bitwa Chwalebna) – trzecia z wielkich batalii, stoczonych pomiędzy siłami elfów a armiami Morgotha. Jej przebieg opisano w jedynym z rozdziałów Silmarillionu. Plan jej przebiegu przedstawiła na jednej z map Karen Wynn Fonstad w swoim Atlasie Śródziemia.
Dagor Aglareb stoczono w 60 roku po pierwszym wschodzie Słońca. Rozpoczęła się niespodziewanie: ziemia nagle zatrzęsła się na północy, ze szczelin wystrzeliły ognie, z Gór Żelaznych buchnęły płomienie. Morgoth zaatakował Ñoldorów, bowiem jego szpiedzy twierdzili, iż elfowie są rozproszeni i nie zachowują czujności.
Wielka armia orków ruszyła z Thangorodrimu na południe. Część z nich przedarła się przez Przełom Sirionu (pomiędzy Ered Wethrin a Crissaegrimem) i zaczęła pustoszyć Beleriand Zachodni. Inna grupa sforsowała Szczerbę Maglora (między Himring, a Górami Błękitnymi) zapuściła się na wschodnie księstwa synów Fëanora. Z siłami tymi walczyli poszczególni wodzowie Ñoldorów i udało im się je rozbić.
Główne uderzenie armii Morgotha spadło natomiast na Dorthonion. Tamtejsi władcy, Angrod i Aegnor, stawili opór temu atakowi. W tym czasie, Fingolfin i Maedhros jednocześnie uderzyli (z zachodu i wschodu) na orków, biorąc ich w kleszcze. Żołdacy Morgotha ponieśli klęskę i zaczęli uciekać, lecz elfowie doścignęli ich i całkiem zniszczyli na przedpolu Angbandu.
Dagor Aglareb zakończyła się pełnym zwycięstwem elfów nad siłami Morgotha. Po tej bitwie książęta Ñoldorów zacieśnili sojusze i rozpoczęli Oblężenie Angbandu. Odtąd przez długi czas żaden z żołdaków Władcy Ciemności nie odważył się zaatakować elfów.
Miano Dagor Aglareb bitwa ta otrzymała, bowiem było to pierwsze (i jak się później okazało, ostatnie) pełne zwycięstwo sił samych elfów nad wojakami Morgotha.

## Oblężenie Angbandu
Po zwycięstwie elfów nad orkami w bitwie zwanej Dagor Aglareb wojska elfów dotarły pod siedzibę Morgotha w Angbandzie i rozpoczęły jej oblężenie. Wśród oblegających znaleźli się najmożniejsi przedstawiciele Ñoldorów i innych szczepów elfickich: Fingolfin i Fingon z Hithlumu; Finrod i Orodreth z Minas Tirith; Angrod i Aegnor z Dorthonion oraz siedmiu synów Fëanora: Maedhros, Maglor, Celegorm, Caranthir, Curufin, Amrod i Amras. Jednocześnie z oblężeniem dla mieszkańców Śródziemia nastało niemal czterysta lat spokoju, stąd też okres ten znany jest też jako Długi Pokój. Oblężenie nie było jednak pełne, gdyż dla elfickich armii niedostępne pozostawały szczyty Thangorodrimu oraz północne pasma Gór Żelaznych, skąd Morgoth wysyłał czasem szpiegów i niewielkie oddziały do nękania Beleriandu.
Siły elfów trwały wokół warowni Morgotha przez niemal cztery stulecia. Choć rosły w siłę, zwłaszcza od trzeciego stulecia pobytu wokół Angbandu, to jednak nigdy nie były dostatecznie potężne, żeby zdecydować się na szturm twierdzy. W tym czasie było tylko jedno wyróżniające się starcie między oboma stronami – w 260 roku wyszedł z Angbandu i podjął atak smok Glaurung, skutecznie jeszcze odparty przez jazdę Fingona. Niespodziewane uderzenie Glaurunga zapowiadało pojawienie się nowych stworzeń – urulokich – które później miały stać się jedną z głównych przyczyn zakończenia Długiego Pokoju.
W czasie gdy główne armie elfickie stały w Angbandzie, w Śródziemiu doszło do kilku ważnych wydarzeń: zostały wzniesione i zasiedlone Nargothrond i Gondolin (Ukryte Królestwo) oraz obudziły się młodsze Dzieci Ilúvatara – ludzie.

## Dagor Bragollach
Dagor Bragollach (sind. Bitwa Nagłego Płomienia) była czwartą z Bitew o Beleriand, stoczoną w 455 roku Pierwszej Ery, w okresie od zimy do nadejścia wiosny. Plan jej przebiegu przedstawiła na jednej z map Karen Wynn Fonstad w swoim Atlasie Śródziemia.
Rozpoczęła się nagle, w jedną z zimowych nocy. Niespodziewanie Morgoth wysłał z Thangorodrimu olbrzymie rzeki ognia, posuwające się niezwykle szybko. Zniszczyły one całą równinę Ard-galen i zatrzymały się dopiero pod górami Ered Wethrin i wyżyną Dorthonionu. W tych straszliwych pożarach zginęła większość elfów i ludzi z oddziałów strzegących Angbandu, twierdzy Morgotha.
Za morzem ognia nacierały olbrzymie hordy orków, poprzedzane przez Balrogów i potężnego smoka Glaurunga. Siły te bez większego trudu rozbiły linie oblężnicze wokół siedziby Władcy Ciemności i zniszczyły wszelakie napotkane oddziały przeciwnika. Uderzenie to całkowicie zaskoczyło Ñoldorów i ich sojuszników – ponieśli wielkie straty, wielu ich najdzielniejszych wojowników poległo w tym pierwszym starciu, a komunikacja między nimi została zerwana.
Dalszy atak najsilniej spadł na Dorthonion – tamtejsi władcy, Angrod i Aegnor (synowie Finarfina), polegli, a u ich boku zginął Bregolas, wódz Pierwszego Rodu Edainów, wraz z większością swoich ludzi. Przeżył jednak jego brat Barahir, walczący dalej na zachodzie, w pobliżu Przełomu Sirionu. W tym to kierunku zbliżała się armia Nargothrondu pod wodzą Finroda Felagunda, lecz sam monarcha (razem z garstką wojowników) został otoczony przez orków na moczarach Serech. Od śmierci czy niewoli uratował go Barahir, który ze swymi ludźmi, wyrąbał mu drogę odwrotu wśród orków. Finrod musiał wycofać się do swej siedziby, natomiast Barahir nadal walczył w Dorthonionie, lecz większość tamtejszych mieszkańców uciekła.
Dalej na zachodzie potężne siły Morgotha uderzyły na wojska Fingolfina i Fingona, które (z wielkimi stratami) cofnęły się od warowni w Ered Wethrin. Elfowie i ludzie musieli zmobilizować wszystkich zdolnych do noszenia broni, by odeprzeć wroga. Szczególnie zacięte walki toczyły się o Barad Eithel, pod murami której padł Hador, władca Dor-lóminu. Ostatecznie, dzięki męstwu obrońców, kraina Hithlum nie została zdobyta, lecz Fingolfin nie mógł wesprzeć swoich sojuszników, oddzielony od nich wrogimi siłami.
Na wschodzie wojska Morgotha odniosły większe sukcesy, pokonując synów Fëanora. Mimo wielkich strat przedarły się przez przełęcz Aglon i pobiły oddziały Celegorma oraz Curufina. Obaj bracia, z resztkami żołnierzy, uciekli wzdłuż granic Doriath do Nargothrondu. Kolejne fortece Ñoldorów padały, jedynie Maedhros obronił się w twierdzy na wzgórzu Himring. Konnica elfów została zniszczona na równinie Lothlann, gdzie pojawił się Glaurung. Straszliwy smok przedarł się przez Szczerbę Maglora i całkowicie spustoszył tereny między odnogami Gelionu. Tymczasem orkowie zdobyli fortecę na górze Rerir, a następnie zniszczyli Thargelion i okolice jeziora Helevorn. Stamtąd zapuścili się w głąb Beleriandu Wschodniego. Pokonani przez żołdaków Morgotha Caranthir, Amrod i Amras, cofnęli się na wzgórze Amon Ereb. Maglor zaś, wypędzony ze swego terytorium, przyłączył się do Maedhrosa.
Gdy do Hithlumu doszły wieści o tych wydarzeniach, Fingolfin uznał, że to już ostateczny upadek Ñoldorów, klęska wszystkich książęcych rodów, z której nigdy się już nie podniosą. Ogarnięty rozpaczą i gniewem, ruszył sam pod Thangorodrim i wyzwał Władcę Ciemności na pojedynek. Choć mężnie walczył, zginął.
Dagor Bragollach przyniosła kres Oblężeniu Angbandu i Długiemu Pokojowi. Odtąd wojna na stałe zagościła w Beleriandzie i nigdy już nie ustała na dłuższy czas. Wojska Władcy Ciemności odniosły spore sukcesy. Wypędziły większość synów Fëanora z ich księstw i zajęły Dorthonion (choć nadal bronił się tam Barahir). Mimo to zwycięstwo Morgotha nie było pewne, bowiem zaatakował on wcześniej niż zebrał wszystkie swe siły – nienawiść wzięła w jego umyśle górę nad rozumem, gdyby bowiem poczekał dłużej, aż ukończy wszystkie przygotowania, Ñoldorowie wyginęliby do ostatniego. Morgoth jednak nie doceniał męstwa elfów, a ludzi w tej epoce w ogóle nie brał w rachubę.
Miano Dagor Bragollach bitwa ta otrzymała od rzek płomieni, niespodziewanie wysłanych przez Morgotha, na samym początku batalii. Zwano ją też w skrócie Bragollach.

## Nirnaeth Arnoediad
Nirnaeth Arnoediad' – piąta z wielkich Bitew o Beleriand, stoczona w 473 roku Pierwszej Ery. Plan bitwy przedstawiła na jednej z map Karen Wynn Fonstad w swoim Atlasie Śródziemia.
Maedhros, po części zachęcony czynami Berena i Lúthien, uznał, że państwa elfów prędzej czy później upadną, jeżeli ci nie połączą się i nie zniszczą potęgi Morgotha. Zaczął więc tworzyć Ligę Maedhrosa.
Jej wojska przygotowywały się do zaatakowania Thangorodrimu z dwóch stron: z zachodu i wschodu.
Na zachodzie, wzdłuż Ered Wethrin, stanęły wojska Fingona, Najwyższego Króla Ñoldorów. Były to oddziały wszystkich elfów z Hithlumu, jak i Edainów z Dor-lóminu (pod wodzą braci Húrina i Huora). Wspierali ich Haladinowie Haldira z Brethilu, elfowie Círdana z Falas, mały oddział Gwindora z Nargothrondu oraz Mablung i Beleg – jedyni wojownicy przybyli z Doriath.
Na wschodzie, w okolicach wzgórza Himring, zajął pozycję Maedhros. Pod swoją komendą miał wszystkie siły elfów, które zebrał on i pozostali synowie Fëanora, jak i oddziały sojuszników – Easterlingów pod dowództwem synów Bóra i synów Ulfanga oraz krasnoludów z Belegostu (pod wodzą Azaghâla) i Nogrodu.
Wedle pierwotnego planu, pierwszy do ataku miał ruszyć Maedhros. Gdy wojska Władcy Ciemności uderzyłyby na niego, wtedy Fingon zaatakowałby z zachodu i wróg, wzięty w kleszcze, zostałby zniszczony. Sygnałem dla Fingona miało być wielkie ognisko rozpalone w Dorthonionie. Tymczasem Morgoth, świadomy zamiarów elfów, miał dość czasu na zebranie potężnej armii, jak również jego poplecznicy znajdowali się wśród wojsk Maedhrosa.
W dzień przesilenia letniego, wojska Ligi zajęły wyznaczone pozycje. Jednak atak nie nastąpił – zdrajca Uldor fałszywymi radami opóźniał natarcie synów Fëanora, zaś Fingon cały czas czekał na znak od nich. Wtem do wojsk Hithlumu nieoczekiwanie dołączył jego brat Turgon, król Gondolinu, na czele 10 000 wojowników. Tymczasem Morgoth wysłał swoją pierwszą armię, która pomaszerowała w stronę sił Fingona. Jej zadaniem było wywabić przeciwnika z zajmowanych pozycji. Orkowie podeszli bardzo blisko linii elfów i ludzi, lecz król (zgodnie z radą Húrina) nie zaatakował. Dopiero gdy żołdacy Morgotha zamordowali na oczach sprzymierzeńców elfa Gelmira (jednego z jeńców), ogarnięci gniewem wojownicy Fingona uderzyli na wroga. Całkowicie roznieśli armię orków i ruszyli na Thangorodrim. Na ich czele pędził Gwindor (brat Gelmira), wraz ze swym oddziałem. Udało im się nawet wedrzeć przez główne wrota do siedziby Władcy Ciemności. Wszyscy jednak, poza Gwindorem, zginęli osaczeni. Fingon wraz z resztą armii, został odepchnięty spod Angbandu przez główne siły Morgotha, które dopiero teraz weszły do walki.
Najwyższy Król musiał rozpocząć odwrót w stronę Hithlumu przez równinę Anfauglith, ścigany przez wrogie armie. Orkowie rozbili jego straż tylną złożoną z Haladinów – zginął Haldir oraz większość wojowników (po bitwie do Brethilu wróciło tylko trzech ludzi). W końcu hufiec Fingona został otoczony. Desperacko walczył on w okrążeniu, dopóki nie nadciągnął Turgon, bowiem król Gondolinu powstrzymał swoich podkomendnych od przedwczesnego ataku i teraz szedł bratu z odsieczą. Gondolindrimom udało się przebić przez pierścień orków i połączyć się z wojskiem Fingona.

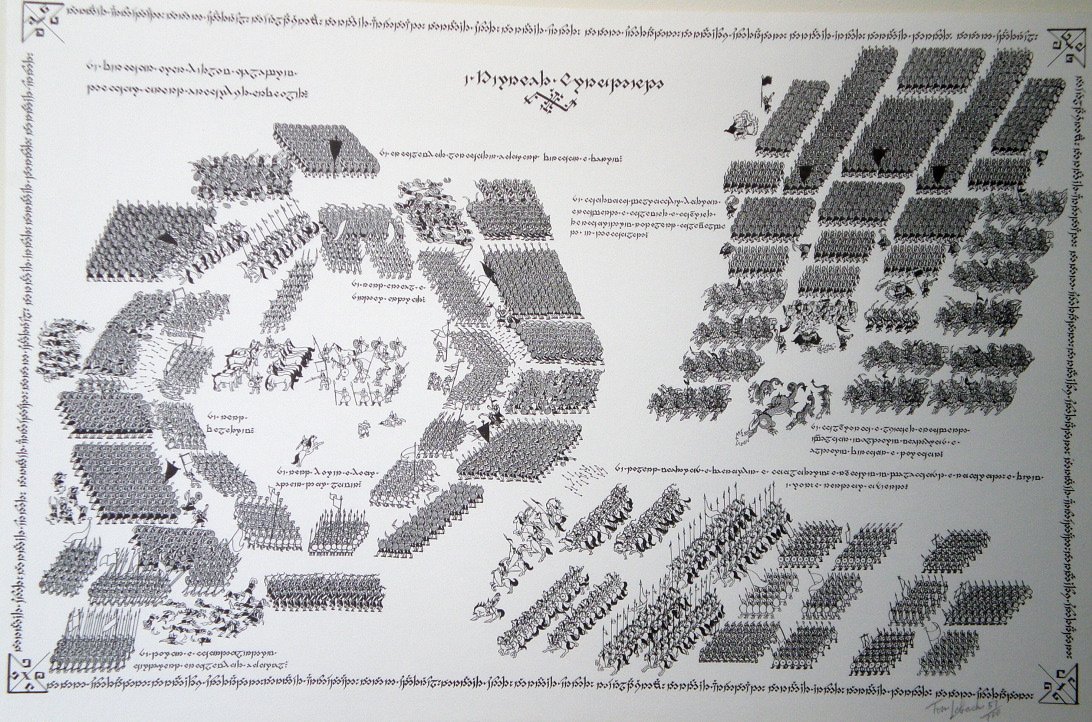
Bitwa Nieprzeliczonych Łez (Tom Loback)

Wkrótce potem nadciągnęły (spóźnione o pięć dni) wojska Maedhrosa. Ich przednie straże natarły na nieprzyjacielskich żołnierzy, którzy zaczęli cofać się w nieładzie. Eldarowie byli wtedy blisko zwycięstwa, lecz Morgoth rzucił do walki swoje ostatnie rezerwy tak że Angband opustoszał. Do ataku ruszył Glaurung, wraz z resztą smoków oraz Balrogowie pod wodzą Gothmoga. Siły te rozdzieliły armie Fingona i Maedhrosa. Wówczas to Uldor i jego bracia otwarcie wystąpili przeciw synom Fëanora i zaatakowali ich od tyłu, wraz z jeszcze innymi Eastelingami, ukrytymi wcześniej pośród wzgórz. Otoczony z trzech stron hufiec Maedhrosa został rozbity, lecz w toku walki Maglor zabił przeklętego Uldora, przywódcę zdrajców, a synowie Bora usiekli Ulfasta i Ulwartha, zanim sami polegli. Synowie Fëanora, wszyscy ranni, zebrawszy jeszcze garść wojowników, przebili się przez pierścień wrogów i uciekli do Ossiriandu. W tym odwrocie pomogli im krasnoludowie z Belegostu, którzy najdłużej wytrwali w polu. Udało im się powstrzymać i otoczyć Glaurunga. Podczas walki smok powalił Azaghâla, lecz ten umierając zdołał nożem zranić bestię tak poważnie, że Glaurung uciekł z pola bitwy, a wraz z nim reszta smoków. Krasnoludowie, zabrawszy ciało swego wodza, wycofali się w porządku, nikt wszakże nie ośmielił się zastąpić im drogi.
Na zachodnim skrzydle Fingon i Turgon musieli teraz stawić czoło całej armii Władcy Ciemności. Natarcie Gothmoga rozdzieliło wojska obu braci. Większa część hufca z Hithlumu została otoczona. Fingon poległ z ręki Wodza Balrogów, wybici też zostali jego żołnierze. Tymczasem Turgon wraz z ludźmi z Dor-lóminu, został zepchnięty ku moczarom Serech. Húrin i Huor przekonali monarchę, by wycofał się do Gondolinu, dzięki czemu ocali tajemnicę położenia królestwa. Turgon zebrał więc swój hufiec oraz niedobitków spod sztandaru swego brata i rozpoczął odwrót, strzeżony na flankach przez Ectheliona i Glorfindela. Manewr ten się udał i król powrócił do swej twierdzy. Natomiast Húrin i Huor zebrali niedobitków i pozostali z tyłu, by osłonić odwrót Turgona. Wzdłuż moczarów Serech sformowali żywy mur i dalej już nie ustępowali ani kroku. Bohatersko walczyli do końca, aż wszyscy zginęli, oprócz Húrina, który zadał wrogom 70 ciosów, za każdym razem krzycząc Aure Entulava! W końcu jednak został wzięty do niewoli.
Nirnaeth Arnoediad, zwana też Bitwą Nieprzeliczonych Łez, zakończyła się straszliwą klęską Eldarów i Edainów, a Morgoth odniósł pełny triumf. Państwo Fingona przestało istnieć i Hithlum został zajęty przez Easterlingów. Synowie Fëanora błąkali się po dzikich puszczach u stóp Ered Lindon, wśród Elfów Zielonych z Ossiriandu, odarci z dawnej mocy i chwały. Himring i ich dawne księstwa zostały podbite, podobnie jak większość północnego Beleriandu. Orkowie mogli teraz zapuszczać się w głąb całej, rozległej krainy, niszcząc ziemie aż do Nan-tathren i Ossiriandu. Elfowie, ku zadowoleniu Morgotha, zaczęli nieufnie odnosić się do innych niż Edainowie ludzi, pamiętając ciągle o zdradzie Uldora. Po bitwie przetrwały tylko królestwa Nargothrondu, Gondolinu, Doriathu, Haladinowie w Brethilu, Nogrod, Belegost, Elfy Zielone oraz marynarze z wybrzeża Falas, którzy w rok później wraz z Cirdanem i Gil-galadem przenieśli się na wyspę Balar.
Miano Nirnaeth Arnoediad (sind. Łzy nieprzeliczone) bitwa ta otrzymała, bowiem żadna opowieść ani pieśń nie była zdolna wysłowić ogromu poniesionych w niej strat.
Pomysł wielkiej Bitwy Nieprzeliczonych Łez pojawia się już w Księdze zaginionych opowieści, najwcześniejszych pracach mitologicznych Tolkiena. Mowa o niej w Opowieści Gifanona (tom 1 Księgi zaginionych opowieści). Nie ma jednak na temat tej bitwy pełnego, ukończonego tekstu, tylko różne szkice, które w komentarzu do Opowieści Gifanona Christopher Tolkien porównuje z treścią opublikowanego Silmarillionu.

## Wojna Gniewu
Była szóstą z wielkich Bitew o Beleriand, stoczoną w końcu Pierwszej Ery jako odpowiedź Valarów na prośbę Eärendila o łaskę i pomoc dla obu Pokoleń Dzieci Ilúvatara.
Elfowie zamieszkujący Nieśmiertelne Krainy, w tym Vanyarowie i niezbuntowana część Noldorów, ruszyli na ostatnią wojnę z Morgothem. Niewiele wiadomo o pochodzie armii Eönwego na północ. Morgoth zgromadził wszystkie swoje siły na równinie Anfauglith, w krytycznym momencie rzucił do walki skrzydlate smoki, które do tej pory nie były wypuszczane. Atak Armii Zachodu załamałby się, gdyby nie nadejście niespodziewanej pomocy. Z odsieczą przybył Eärendil na swym okręcie, a wraz z nim wszystkie wielkie ptaki niebios, których wodzem był Thorondor. Z ręki Eärendila zginął Ankalagon Czarny – najpotężniejszy ze smoków.
W bitwie tej wytępiono nieprzeliczone zastępy orków, unicestwiono niemal wszystkich Balrogów i smoki, otworzono wszystkie lochy i jaskinie Angbandu. Wypuszczono jeńców, a przyparty do muru Morgoth błagał o litość i pokój. Tym razem Valarowie nie dali się zwieść jego kłamstwom:
Odrąbano mu stopy, więc runął na twarz, wtedy spętano go tym samym, co przed wiekami, łańcuchem Angainorem, żelazną koronę przekuto na obrożę, którą opasano mu szyję, głowę mu przygięto aż do kolan.
Morgotha wyrzucono poza obszar Ardy, w Bezczasową Pustkę. Po wojnie Eönwë, herold Manwego, wezwał wszystkich elfów Beleriandu, żeby opuścili Śródziemie. Wtedy to wiele statków odpłynęło na zachód do Amanu, nie wszyscy elfowie jednak to uczynili.